# Formação Ponta Grossa
A Formação Ponta Grossa é uma formação geológica da Bacia do Paraná, pertencente à Supersequência Paraná, e possui idade Devoniana. Ela é constituída principalmente por rochas argilosas denominadas folhelhos e, além de ser rica em fósseis, é uma das formações potenciais geradoras de petróleo da bacia. Secundariamente a Formação Ponta Grossa é formada por arenitos sílticos. As rochas desta formação afloram desde a divisa do estado do Paraná com o estado de São Paulo, a nordeste de Ponta Grossa, até próximo da cidade da Lapa, também no Paraná e a sudeste de Ponta Grossa.

## Denominação e subdivisão
O nome Ponta Grossa foi dado para esta formação em 1912 pelo geólogo Eusébio Paulo de Oliveira, ao estudá-la na cidade de Ponta Grossa, estado do Paraná, onde ocorrem afloramentos de camadas de folhelhos muito fossilíferos. Na época ele a chamou de Schistos de Ponta Grossa, sendo “schisto” uma antiga denominação para folhelho. Além disto ele também introduziu o termo grés de Tibagy, para uma camada de arenitos que ocorre na porção mediana da Formação Ponta Grossa, sendo “grés” uma antiga denominação para arenito. Em 1947, o geólogo Reinhard Maack definiu uma outra unidade, a que denominou de “Folhelhos São Domingos”. Em 1948, o geólogo Setembrino Petri propôs o nome Formação Ponta Grossa, como uma unidade litoestratigráfica, para estas rochas. Atualmente a Formação Ponta Grossa é subdividida em três membros, da base para o topo, os folhelhos do Membro São Domingos, os arenitos do Membro Tibagi e, finalmente, os folhelhos do Membro Jaguariaíva, que recobrem o Membro Tibagi.

## Conteúdo fossilífero
A Formação Ponta Grossa é uma das formações geológicas mais ricas em fósseis marinhos devonianos. Entre os fósseis de animais encontrados nesta formação predominam os invertebrados como braquiópodos, trilobitas, anelídeos e equinodermos, além de moluscos biválvios e gastrópodes.

## Potencial gerador de petróleo
A Formação Ponta Grossa é uma das duas formações identificadas na Bacia do Paraná com potencial para gerar petróleo, sendo a outra a Formação Irati. Os folhelhos negros da Formação Ponta Grossa tem potencial de qualidade média a razoável, com teor de carbono orgânico total médio na faixa de um por cento e máximo de cerca de quatro por cento e potencial gerador de 6 kg HC/ton rocha.